# Joseph Nguyen Nang

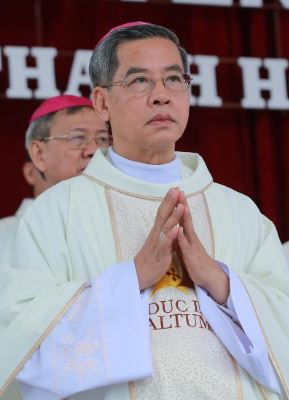
Bischof Joseph Nguyen Nang (2019)

Erzbischofswappen

Joseph Nguyen Nang (vietnamesisch: Giuse Nguyễn Năng; * 24. November 1953 in Phuc Nhac) ist ein vietnamesischer Geistlicher und römisch-katholischer Erzbischof von Ho-Chi-Minh-Stadt.

## Leben
Joseph Nguyen Nang empfing am 9. Juni 1990 die Priesterweihe.
Papst Benedikt XVI. ernannte ihn am 25. Juli 2009 zum Bischof von Phát Diệm. Die Bischofsweihe spendete ihm der Bischof von Xuân Lộc, Dominique Nguyên Chu Trinh, am 8. September desselben Jahres; Mitkonsekratoren waren Joseph Nguyễn Chí Linh, Bischof von Thanh Hóa, und Joseph Nguyên Van Yên, Altbischof von Phát Diệm.
Papst Franziskus ernannte ihn am 19. Oktober 2019 zum Erzbischof von Ho-Chi-Minh-Stadt. Die Amtseinführung fand am 11. Dezember desselben Jahres statt.